# Bitis nasicornis
Bitis nasicornis là một loài rắn trong họ Rắn lục. Loài này được Shaw mô tả khoa học đầu tiên năm 1802.
Loài này phân bố ở Guinea đến Ghana ở Tây Phi, và ở Trung Phi ở Cộng hòa Trung Phi, nam Sudan, Cameroon, Gabon, Congo, Cộng hòa Dân chủ Congo, Angola, Rwanda, Uganda và tây Kenya.

## Hình ảnh

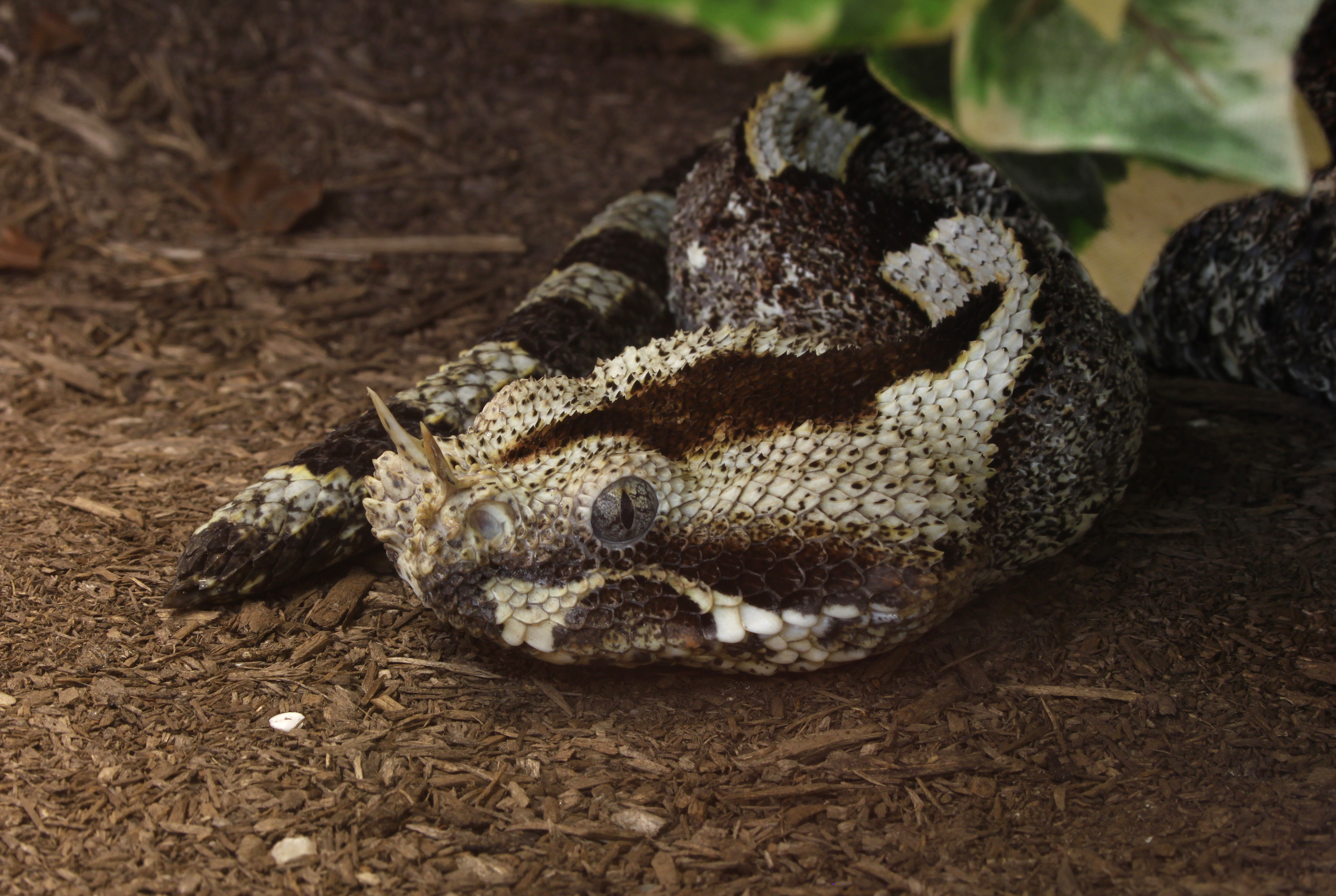
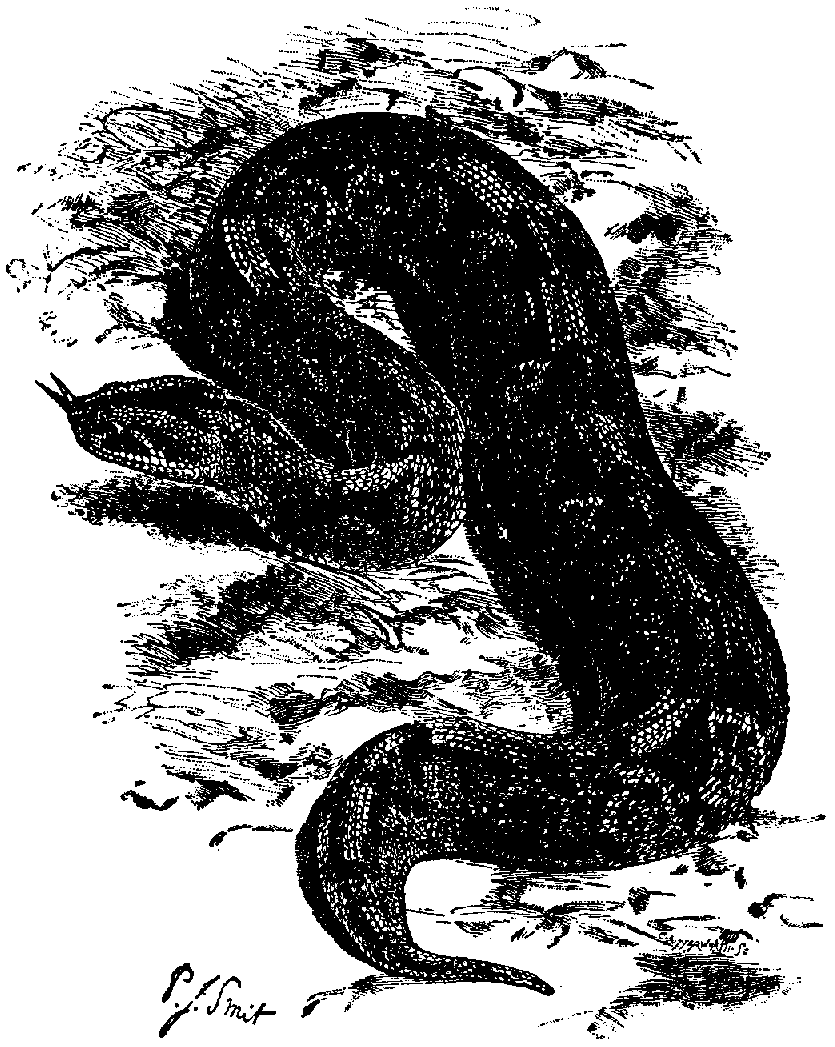
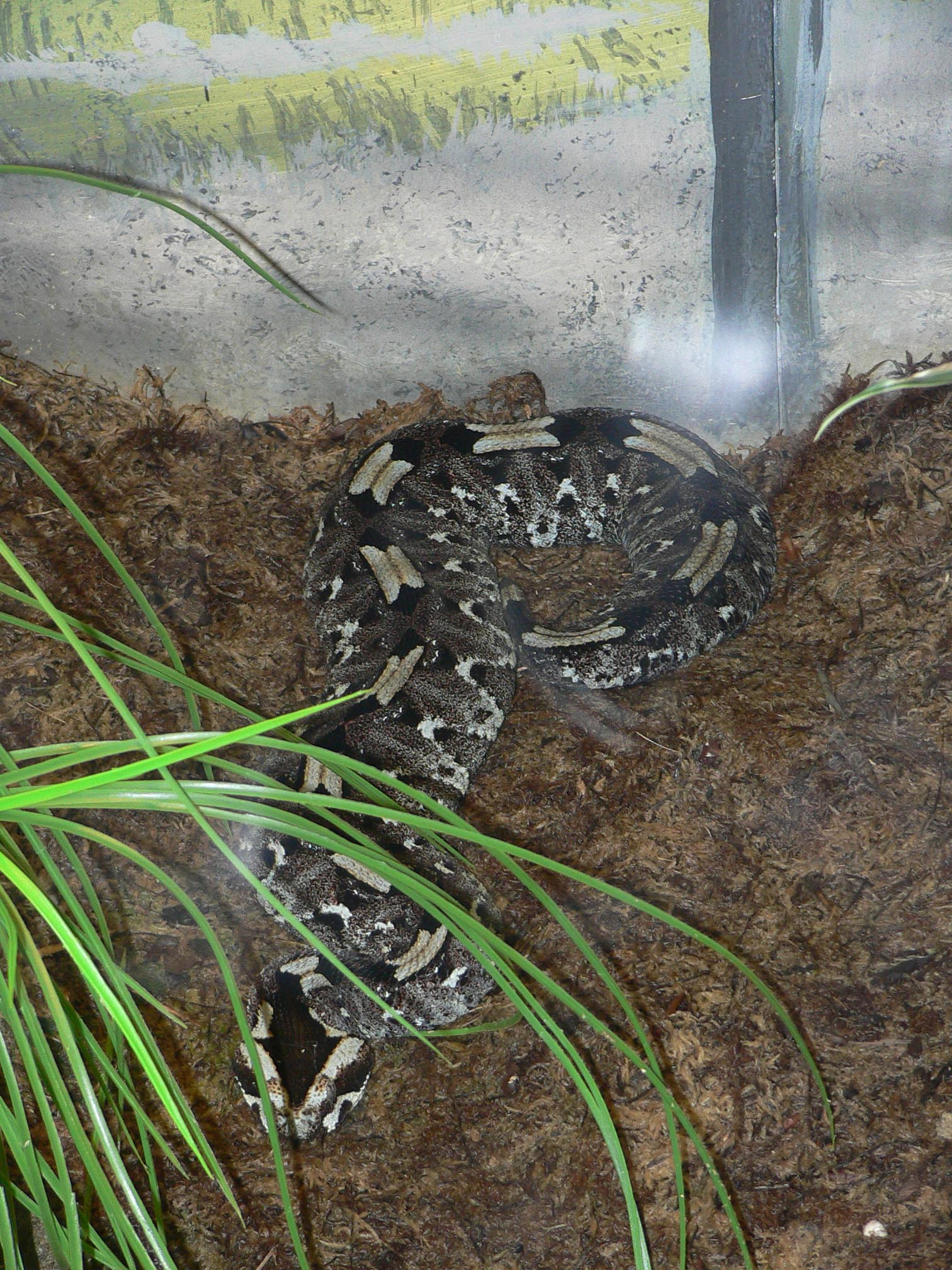
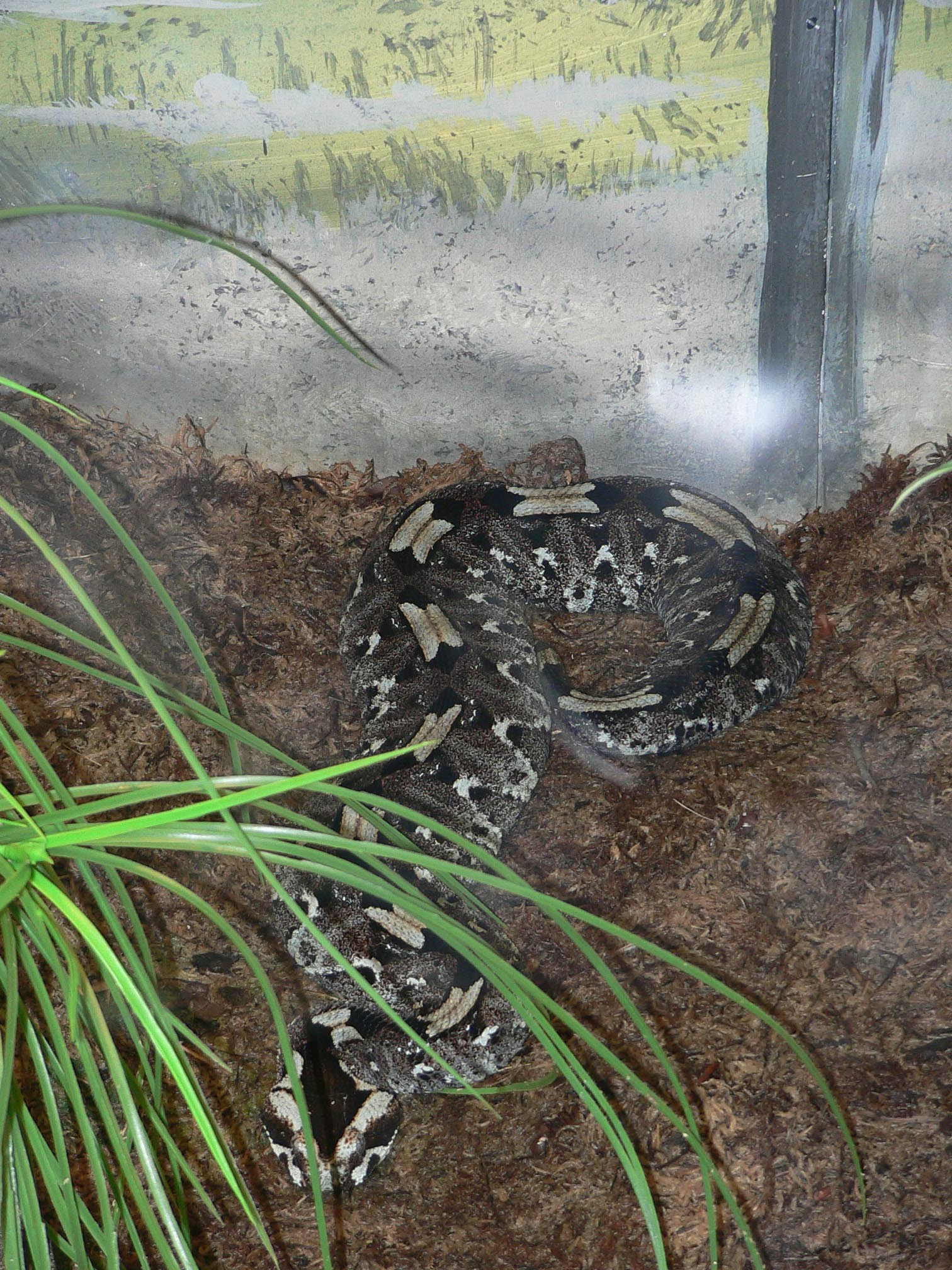